# Chriolepis fisheri
Chriolepis fisheri es una especie de peces de la familia de los Gobiidae en el orden de los Perciformes.

## Morfología
Los machos pueden llegar a alcanzar los 2,5 cm de longitud total.

## Distribución geográfica
Se encuentra desde las Bahamas y Pequeñas Antillas hasta el norte de Sudamérica.

## Observaciones
Es inofensivo para los humanos.